# 田中晃三
田中 晃三（たなか こうぞう、1928年2月1日 - 2018年9月25日）は日本の政治家。板橋区議（3期）、東京都議（6期）、第38代都議会議長を歴任した。

## 経歴
1928年2月1日、埼玉県加須市に生まれる。1952年に京都大学工学部冶金学科を卒業。1971年から板橋区議会議員を3期10年務める。1981年、東京都議会議員選挙に板橋区選挙区から立候補して初当選する。都議会では、警務消防委員会委員長（1987年から1988年）、都議会自民党総務会長（1990年から1991年）、各会計決算特別委員会委員長（1991年から1992年）、都議会自民党幹事長（1994年から1995年）、議会運営委員会委員長（1994年から1995年）、予算特別委員会委員長（1995年）、臨海副都心開発特別委員会委員長（1995年から1997年）を歴任した。1997年8月に第36代東京都議会議長に就任。1999年9月に議長を退任。2005年の選挙には立候補せず引退。2018年9月25日に死去した。

## 栄典
- 1993年 - 藍綬褒章[2][3]
- 2005年 - 旭日中綬章[2]